# Heldburger Land

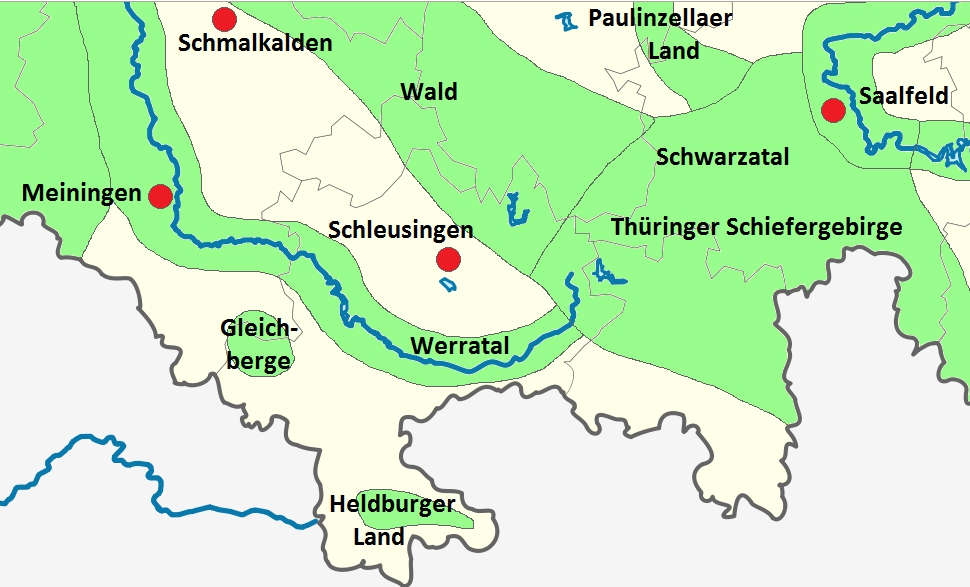
Lage des Heldburger Landes

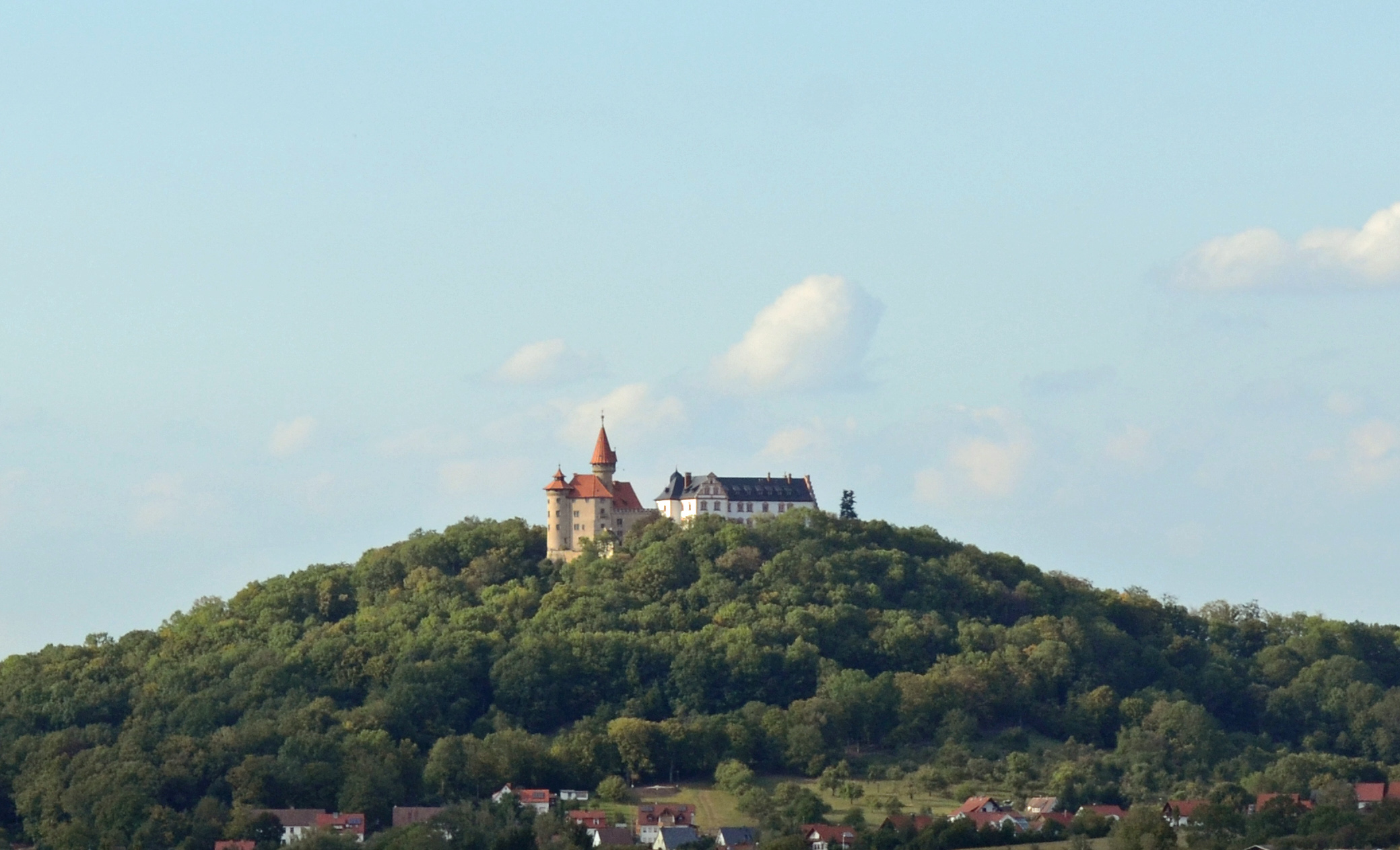
Die Veste Heldburg über der Stadt Heldburg, seit dem 14. Jahrhundert auch „Fränkische Leuchte“ genannt

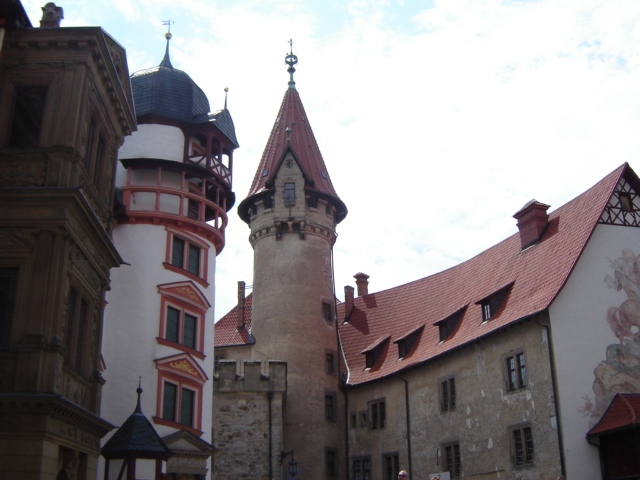
Deutsches Burgenmuseum auf der Veste Heldburg

Die Kulturlandschaft Heldburger Land liegt zwischen den Flüssen Helling, Kreck und Rodach, ist Teil des Itz-Baunach-Hügellandes und der südlichste Teil des Freistaates Thüringen und des Landkreises Hildburghausen. Das Heldburger Land wird in der Verwaltungssprache Heldburger Unterland, in der Umgangssprache auch Heldburger Zipfel genannt. Es liegt an drei Seiten eingeschlossen zwischen den nördlichen Gebieten der bayerischen Bezirke Unter- und Oberfranken und grenzt im Westen an den Landkreis Rhön-Grabfeld, im Süden an den Landkreis Haßberge und im Osten an den Landkreis Coburg. Die Grenzen des Heldburger Landes stimmen etwa mit denen des historischen sächsischen Amtsbezirks Heldburg überein. Nach Norden zu trafen die Amtsbezirke Hildburghausen und Heldburg bei Streufdorf aufeinander, die Linie Linden–Streufdorf bildet ungefähr die Nordgrenze. Die Gesamtfläche beträgt etwa 180 km². Kultur- und sprachgeschichtlich ist das Heldburger Land ein Teil der Region Franken. Der hier gesprochene Dialekt wird als Itzgründisch bezeichnet und gehört zum ostfränkischen Dialektgebiet.

## Geschichte

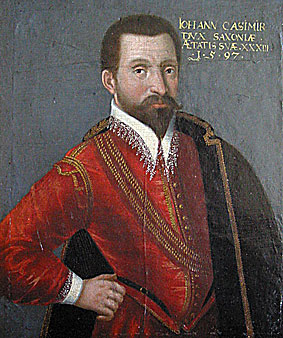
Herzog Johann Casimir von Sachsen-Coburg, 1597, Öl auf Holz, Schloss Callenberg, Coburg

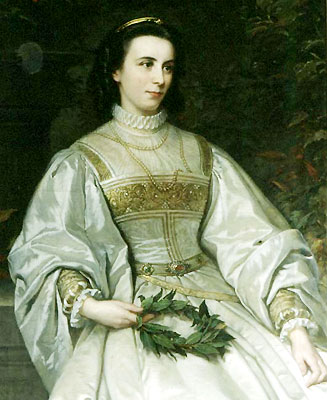
Die Schauspielerin Ellen Franz, spätere Helene Freifrau von Heldburg

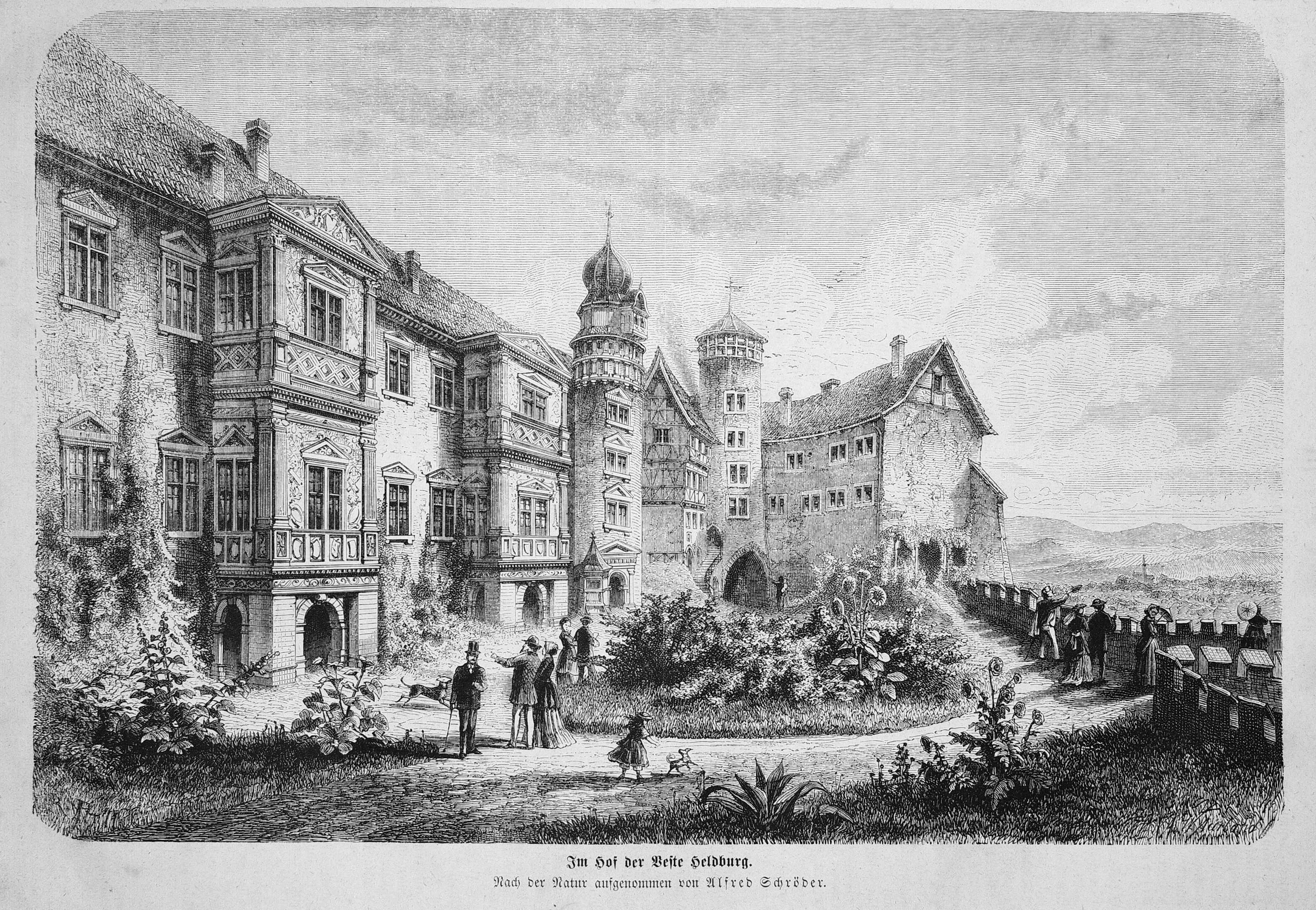
Hof der Veste Heldburg 1872, links der Französische Bau mit Herren- und Frauenerker

Die frühesten schriftlichen Nachrichten über einzelne Siedlungen des Heldburger Landes stammen aus der fränkischen Besiedlungszeit im Grabfeldgau: 776 wurden Westhausen (bei Hildburghausen) und 783 Hellingen in Urkunden des Klosters Fulda erstmals erwähnt, im 9. Jahrhundert in weiteren Urkunden Heldburg und Ummerstadt. Erstes religiöses und wohl auch weltliches Zentrum des Heldburger Landes war Westhausen. Neben seiner frühen Erwähnung weist die Kilian-Kirche auf die Missionszeit der irischen Mönche im Frankenland hin. Die weltliche Herrschaft im Stammesherzogtum Ostfranken übte lange das Grafengeschlecht der sogenannten Popponen aus. Die Abtei Fulda verlor später ihren Einfluss an das Bistum Würzburg. Nach der ersten Jahrtausendwende wuchs das thüringische Landgrafenhaus heran, verschmolz mit dem Geschlecht der Popponen und das Hennebergische Herrschergeschlecht übernahm die Macht, Stammsitz war die Burg Henneberg bei Meiningen. Bald darauf erlangten die Henneberger Einfluss im Heldburger Land, im Gebiet der Burg Strufe, mitten im Herrschaftsbereich des Bistums Würzburg. Die Machtbefugnisse beider Herrscherhäuser haben sich jahrhundertelang überschnitten. Poppo VI. residierte auf Burg Strufe, heute die Burgruine Straufhain. Sie war auch Gerichtssitz. 1317 hat man das Cent- und Landgericht zur Burg Heldburg verlegt und die Burg Strufe (Strauf) verlor ihre einstige Bedeutung. Noch unter den Hennebergern war Heldburg das neue Verwaltungszentrum, es bestand aus den Centen Heldburg und Hildburghausen.
Herzog Johann Casimir (Sachsen-Coburg) nutzte die Burg jahrzehntelang als Jagdschloss. Anlässlich seiner Hochzeit (Beilager) mit Prinzessin Margarethe von Braunschweig-Lüneburg im September 1599 wohnten dort zahlreiche Gäste des Herzogs, neben der Braut auch Markgraf Georg Friedrich I. (Brandenburg-Ansbach-Kulmbach), Herzog Ernst II. (Braunschweig-Lüneburg), Herzog Wilhelm Kettler von Kurland und Semgallen und Herzog Johann Ernst (Sachsen-Eisenach), jeweils mit ihrem Hofstaat.
Nach mehreren Eroberungen und Plünderungen im Dreißigjährigen Krieg wurde die Heldburg neu befestigt und 1776 Residenz der ernestinischen Herzöge von Sachsen-Hildburghausen und schließlich 1871 Eigentum des Meininger Fürstenhauses. Herzog Georg II. (Sachsen-Meiningen) ließ sie 1874–1898 umfassend erneuern und bewohnte sie ab Mai 1877 zeitweise mit seiner Gemahlin Helene Freifrau von Heldburg.
Herzog Bernhard II. dankte 1918 ab, die herzogliche Familie behielt aber Wohnrecht in der Nebenresidenz der Veste Heldburg. Die Herzogtümer Sachsen-Meiningen und Sachsen-Coburg und Gotha waren erloschen und die Freistaaten Sachsen-Coburg und Sachsen-Meiningen entstanden. Die frühere Coburger Herrschaft schloss sich 1920 nach einem Volksentscheid dem Freistaat Bayern an. Das Amt Heldburg kam zum neugebildeten Freistaat Thüringen. Damit war der bis heute währende Zustand eingetreten, dass der Heldburger Zipfel an drei Seiten von bayerischem Gebiet umgeben ist. Ein weiterer Abschnitt in der Geschichte des Heldburger Landes unter der seit 1374 andauernden Herrschaft der Wettiner war zu Ende gegangen. Seit dem Dreißigjährigen Krieg hatte das Amt Heldburg 40 Jahre zum Herzogtum Sachsen-Gotha gehört (1640 bis 1680), 146 Jahre zum Herzogtum Sachsen-Hildburghausen (1680 bis 1826) und weitere 92 Jahre zum Gebiet des Herzogtums Sachsen-Meiningen (1826 bis 1918).

## Geografie

### Relief
Die höchste Erhebung des Heldburger Landes ist der Straufhain, er ist 449 Meter hoch und trägt die Burgruine Straufhain. Der 406 Meter hohe markantere Berg mit der Veste Heldburg liegt 10 km südlich. Er hat keinen eigenen Namen und wird Burg- oder Vestungsberg genannt. Am westlichen Rand des Gebietes zieht sich ein Höhenzug von Nord nach Süd, dessen höchste Erhebungen der Hexenhügel (417 m), der Kornberg (405 m) und der Spanshügel (444 m) sind. Im Osten dominieren die beiden oben genannten burgtragenden Berge die Landschaft, südlicher, an der Grenze zum Coburger Land, liegt der Hohe Stein (405 m), auf dem sich viele Grenzwege kreuzen.

### Gewässer

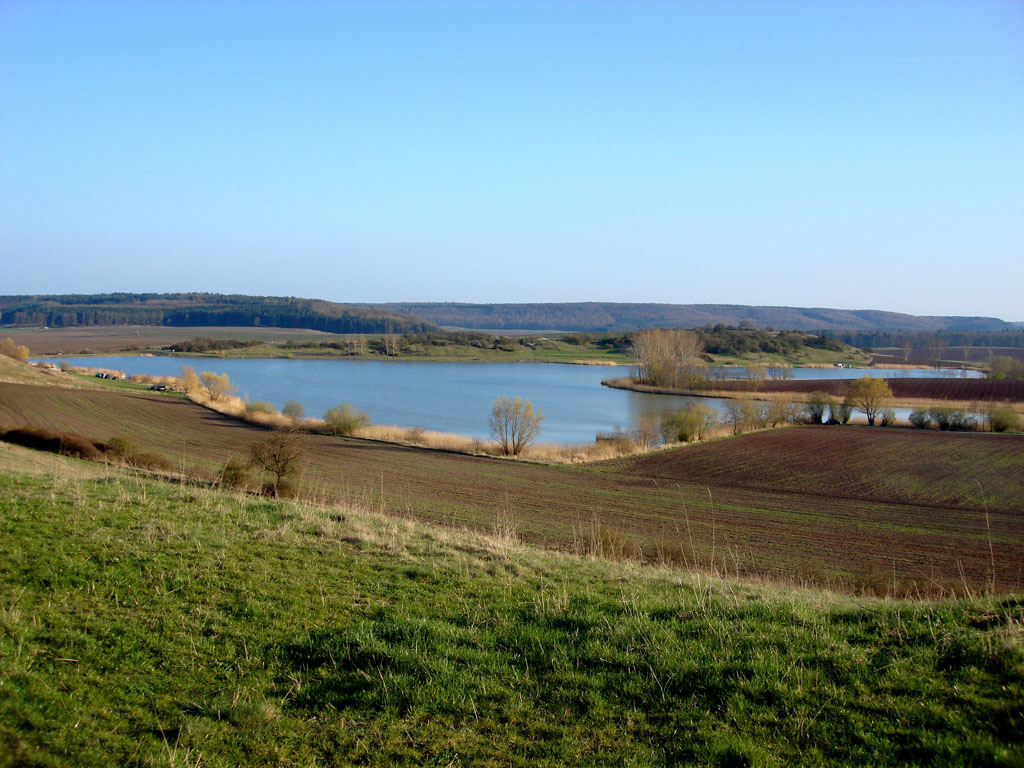
Stausee Westhausen

Das dominierende fließende Gewässer ist das Flüsschen Kreck (Fluss), dessen eine Quelle bei Streufdorf liegt, drei weitere Zuflüsse tragen die Namen Westhäuser, Gompertshäuser und Gellershäuser Kreck. Aus dem Holzhäuser Tal kommend mündet der Saarbach bei Heldburg in die Kreck. Die Helling entwässert das Hellinger Tal und mündet erst südlich des Heldburger Landes bei Autenhausen in die Kreck. Die Kreck mündet auf bayerischem Gebiet bei Gemünda in die Rodach (Itz). Im Osten überquert die Rodach (Itz), deren Quelle nahe bei Hildburghausen liegt, mehrfach die Grenze zwischen Thüringen und Bayern. Alle genannten Fließgewässer tragen ihr Wasser letztlich in die oberfränkische Itz, die schließlich in den Main mündet.
An stehenden Gewässern gibt es neben etlichen kleinen Teichen den Speicher Lauter bei Rieth (ca. 20 ha), den Speicher Westhausen (ca. 20 ha) und zwei kleine Speicher bei Hellingen. In alten Zeiten besaß das Heldburger Land einen See unter der Veste Heldburg. Die heutigen Wiesen an der Einmündung des Saarbachs in die Kreck waren geflutet und bildeten den Heldburger oder Hundshauker See von ca. 25,5 ha Größe mit gutgehender Fischzucht. Der Meininger Herzog Georg I. (Regierungszeit 1782–1803) machte eine neue Landwirtschaftspolitik und ließ zahlreiche Gewässer im Herzogtum Meiningen trockenlegen, darunter diesen See.

### Geologie

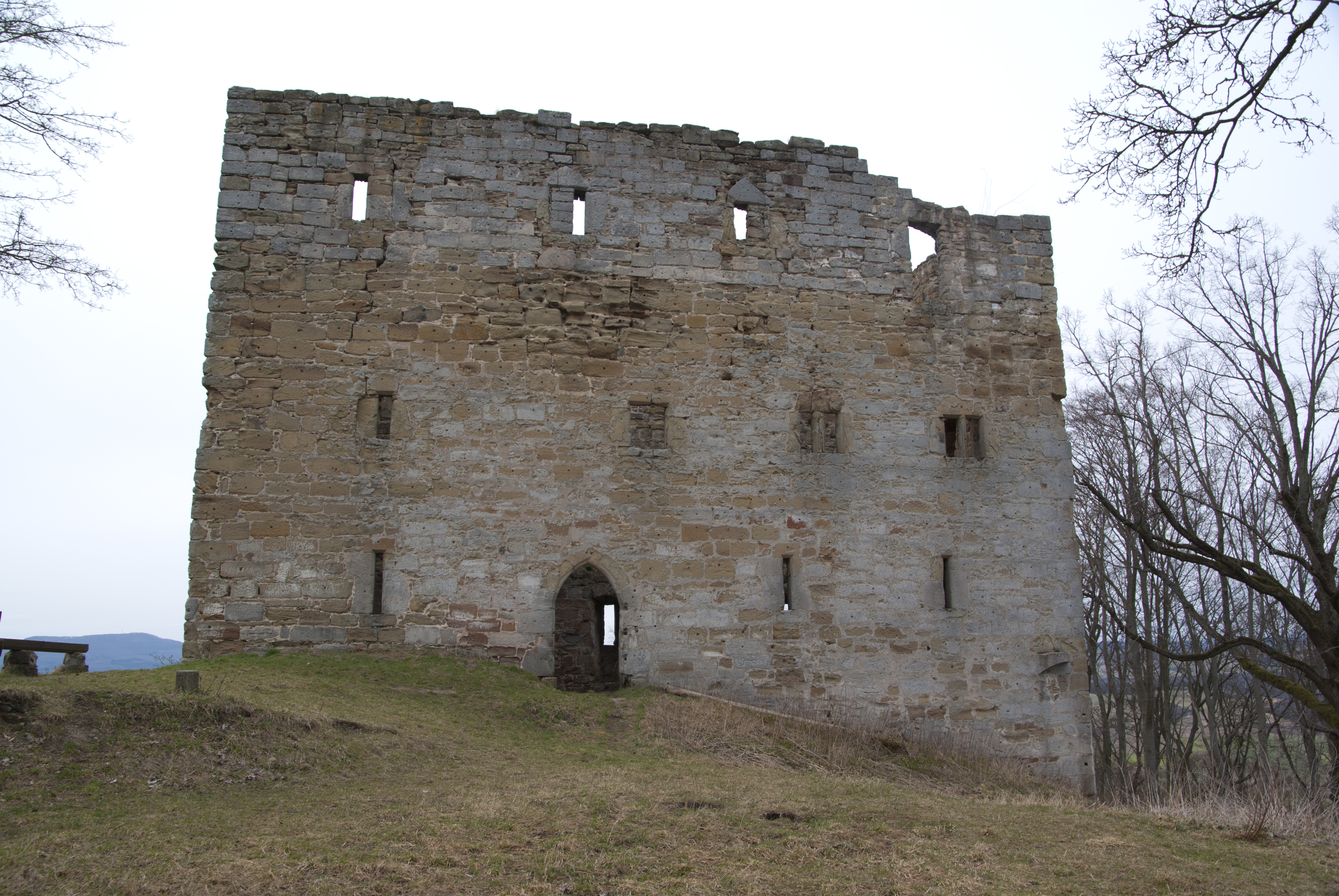
Ruine Straufhain

Geologisch gesehen ist das Heldburger Land Keupergebiet mit kräftigen Tonlagen, Sandsteinablagerungen und Basaltdurchbrüchen (Straufhain, Höhenberg, die nahen Gleichberge bei Römhild). Alle Durchbrüche sind vulkanischen Ursprungs. Der Heldburger Burgberg besteht ebenfalls aus basaltischem Gestein, das Phonolith (Klingstein) genannt wird. Basalt kommt im gesamten Gebiet nördlich und westlich von Heldburg an die Oberfläche. Mehrere Basaltadern durchziehen die Landschaft, einige davon dicht unter der Oberfläche über weite Strecken. Die bekannteste davon heißt die Höllen- oder Heidenmauer und läuft von Gleichamberg aus an Gleicherwiesen und Linden vorbei nach Trappstadt und weiter zum Main hin. Die Geologen nennen die vielen strichartig von Nordost nach Südwest verlaufenden Basaltadern die Heldburger Gangschar. Basalt-Magma drang im Tertiär in ein plattentektonisch verursachtes Spaltensystem, die „Heldburger Gangschar“ entstand. Diese „Härtlinge“ leisteten der nachfolgenden Erosion höheren Widerstand und ragen heute aus dem Landschaftsprofil. Ton und Mergel unterlagen der Erosion stärker, während die widerstandsfähigeren Sandsteine und Basalte als Rücken und Kuppen stehen blieben.
Südöstlich von Heldburg befindet sich das Geotop „Keuperrangen“. Aufgeschlossen sind Schichten des Blasensandstein im mittleren Keuper. Die Keuperschichten werden von einem Basaltgang durchschlagen.

### Bodenschätze

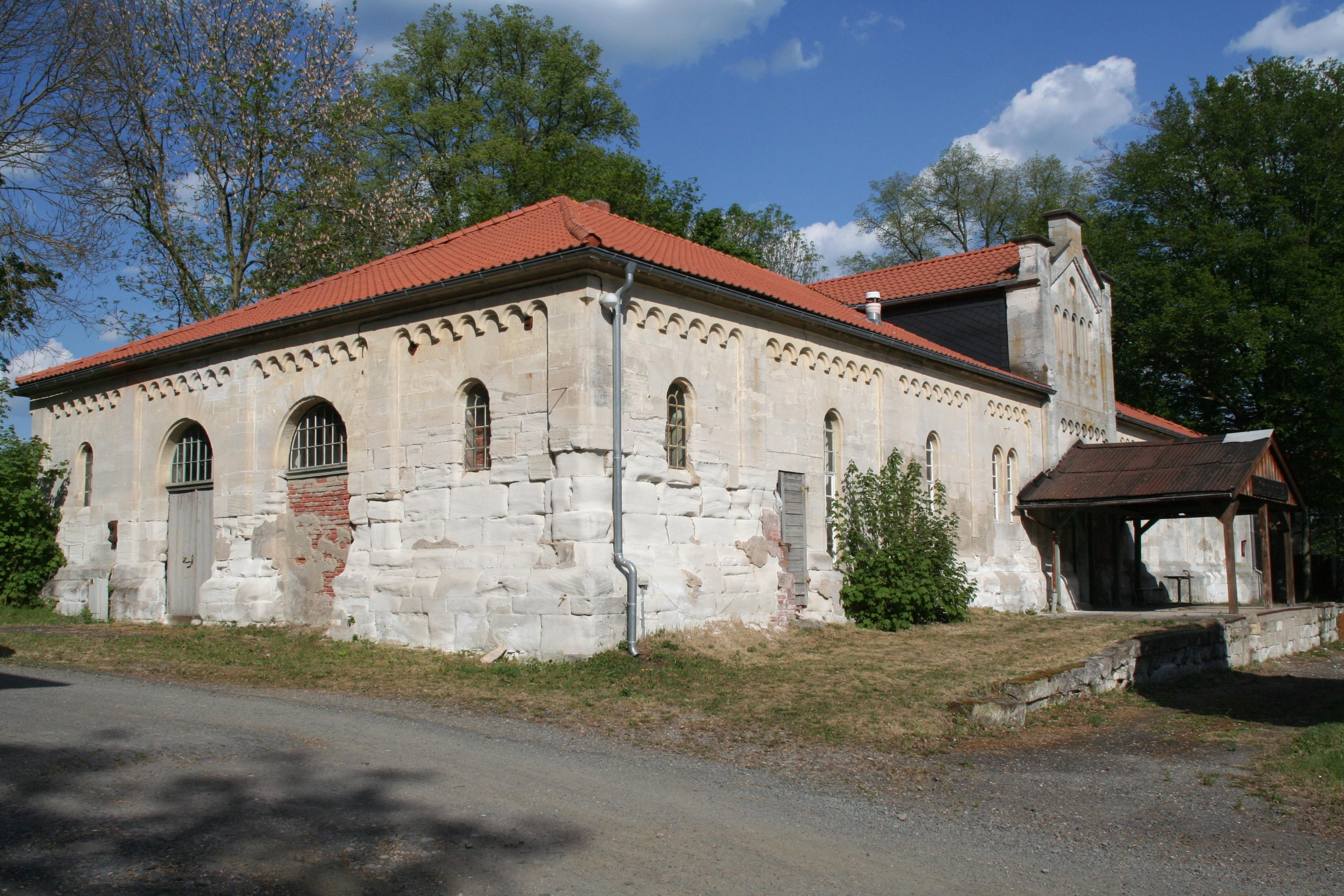
Saline Lindenau-Friedrichshall

1665 wurden im Amtsbezirk Heldburg zehn Steinbrüche, zwölf Tongruben, elf Kalköfen und 13 Ziegelhütten betrieben. Tongruben wurden bis ins 20. Jahrhundert in Ummerstadt zur Töpferei genutzt, das Handwerk ist erloschen. Der zutagetretende Sandstein wurde oder wird an mehreren Stellen als sogenannter Coburger Bausandstein oder Festungssandstein abgebaut. Eine Reihe Sandsteinbänke führen fossile Ablagerungen, danach heißen sie Semionotus-Sandstein. Als Begleiter des Sandsteins lagert Gips in verschiedenen Zuständen im Boden. Er wurde früher als Dünger abgebaut, in der Gründerzeit war er für Stuckarbeiten begehrt. An einigen Stellen wird Gipsalabaster gefunden, ein marmorähnlicher, mehr oder weniger durchscheinender Gips. Zwischen Heldburg und Hellingen (Kreitberg oder Amyssenhügel) ist er von makellosem Weiß und hart genug für Bildhauerarbeiten. Das berühmteste Werk daraus ist das zwölf Meter hohe Renaissance-Epitaph für Herzog Johann Friedrich II. in der Morizkirche Coburg.
Durch Gipsschichten sickerndes Grundwasser ergibt Quellwasser mit hohem Kalkgehalt und mit bitterem Geschmack, ein im Heldburger Land verbreitetes Phänomen, das zu Problemen bei der Trinkwasserversorgung führte. Das Bitterwasser wurde in der Saline Lindenau zur Bittersalzgewinnung genutzt. Mehrere erbohrte Quellen lieferten mit einigen Unterbrechungen über Jahrhunderte die benötigte Sole. Eine Gradieranlage sorgte für höhere Konzentrationen. Anfang des 20. Jahrhunderts gab es den Versuch, in Lindenau-Friedrichshall Solebadebetrieb einzurichten. Der Thermalsolebetrieb ist später nach Bad Colberg verlagert worden, die dortige Klinik mit Thermalbad nutzt eigene Quellen. Der Betrieb der Heldburger Bahn war mit dem kalkhaltigen Wasser des Heldburger Landes nicht möglich, das Wasser musste in Lindenau in einer besonderen Anlage aufbereitet werden. Das Heldburger Land wird heute durch eine Fernwasserleitung aus der Talsperre Schönbrunn mit Trinkwasser versorgt.

### Pflanzen- und Tierwelt

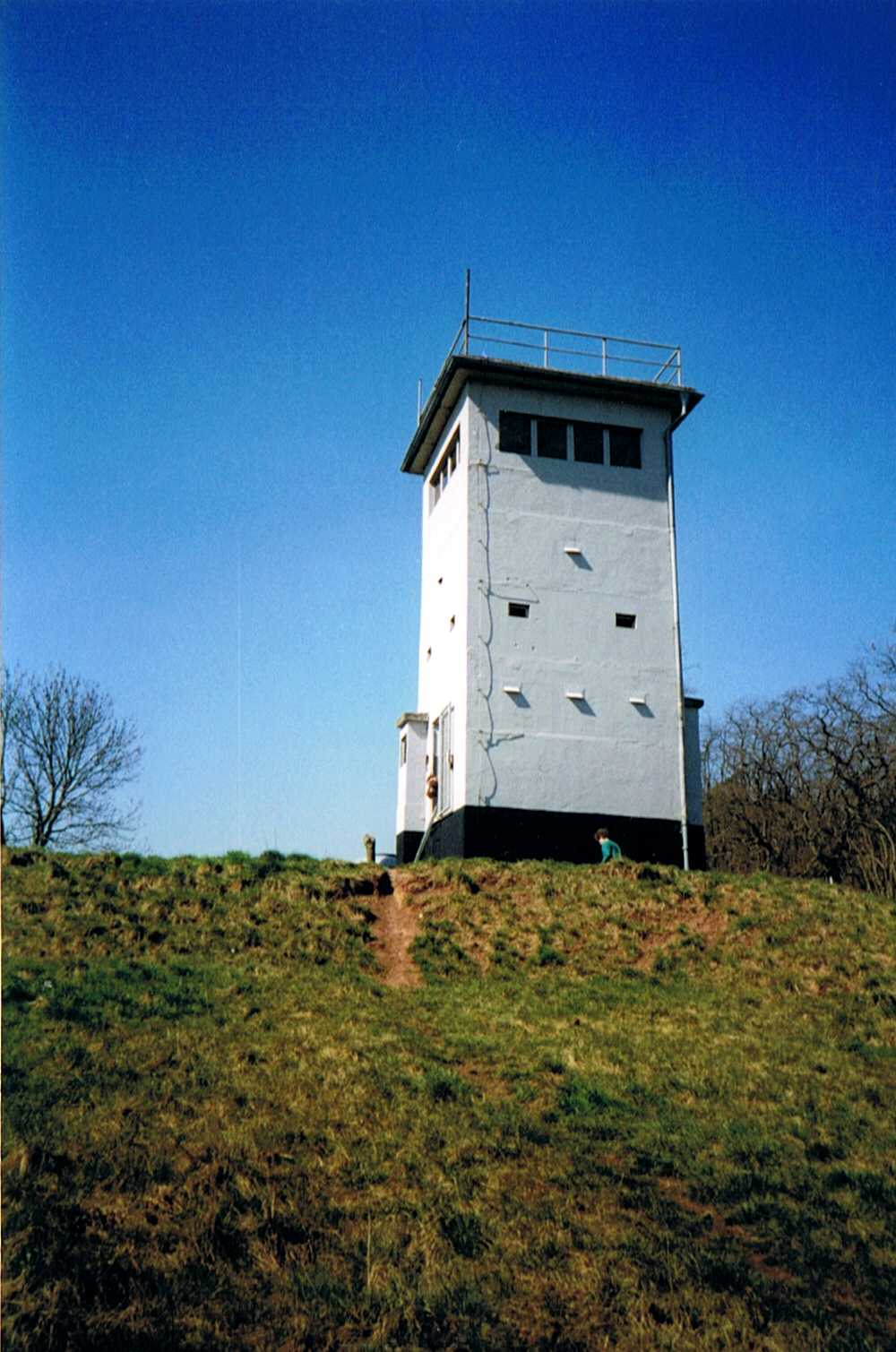
Fledermauszentrum in ehemaligem Grenzwachturm bei Billmuthausen

#### Naturschutzgebiete und -denkmale
- Europäisches Vogelschutzgebiet Rodachaue mit Bischofsau und Althellinger Grund, Schutzgebiet mit europäischer Bedeutung, Teil des Schutzgebietsnetzes NATURA 2000.
- Naturschutzgebiet Alstergrund mit Grenzstreifen bei Käßlitz
- Naturschutzgebiet Langer Berg bei Schweickershausen
- Naturschutzgebiet: Althellinger Grund und Kreckaue
- Fauna-Flora-Habitat-Gebiet Wälder im Grabfeld: Waldgebiet Straufhain bei Streufdorf, Teil des Schutzgebietsnetzes NATURA 2000
- Naturdenkmal Weidenallee in Friedrichshall
- Artenschutz-, Forschungs- und Fledermauszentrum Billmuthausen im Kulturdenkmal Grenzturm Billmuthausen

#### Wälder

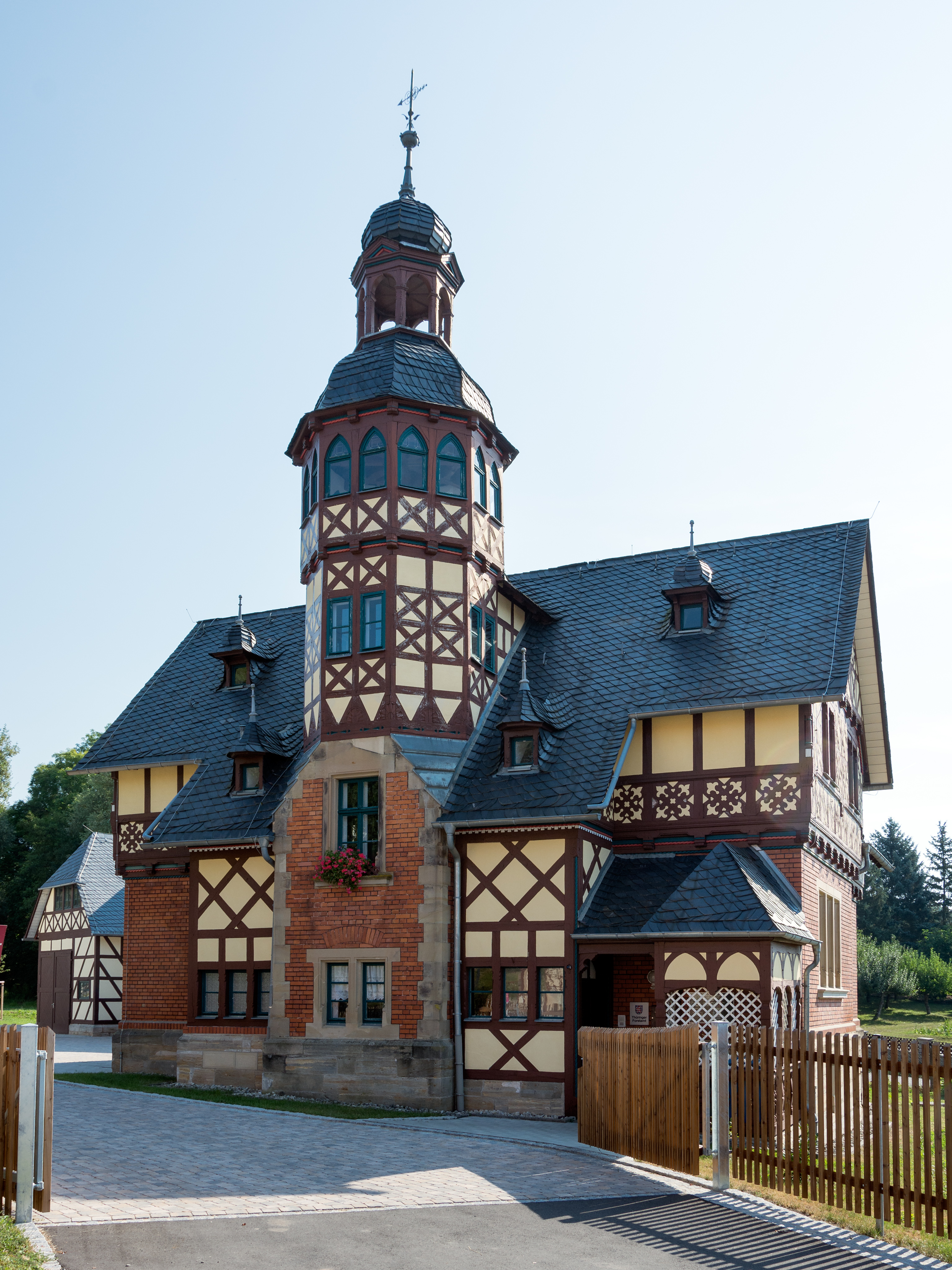
Das Herzogliche Forsthaus in Heldburg, heute Dienstsitz des Forstamtes Heldburg

Das Forstamt Heldburg ist das südlichste Forstamt in Thüringen mit sechs Forstrevieren. Zum Heldburger Land gehören die Forstreviere Ummerstadt, Heldburg, Hellingen, Rieth und teilweise Straufhain. Die Wälder der Region sind durch einen hohen Anteil an Kommunalwäldern gekennzeichnet. Laubwälder prägen vielerorts das Waldbild. Die natürlichen Waldgesellschaften sind Hainsimsen- und Waldlabkraut-Eichen-Hainbuchen-Wälder mit unterschiedlich starker Beteiligung von Buchen und Edellaubhölzern. Die Wälder sind oftmals Mischbestände. Neben den Hauptbaumarten Fichte, Kiefer, Eiche und Buche treten zu unterschiedlichen Anteilen auch viele andere Arten auf, z. B. Lärchen, Hainbuchen, Bergahorn, Winterlinden oder auch Elsbeeren. Das Forstamt erstreckt sich über drei Wuchsgebiete und umfasst 18.000 ha Wald, davon 60 % kommunales Eigentum. Den größten Teil (47 %) nimmt dabei der Fränkische Keuper südlich der Linie Streufdorf – Linden ein. Das Forstamt Heldburg ist ein Schwerpunktvorkommen der Eiche in Thüringen. Trauben- und Stieleichen haben einen Anteil von 22 % im gesamten Itz-Baunach-Hügelland. Die Eiche ist der eigentliche Charakterbaum der Region.

#### Wildpflanzen
Die Flora des Heldburger Landes ist artenreich. Seltene Pflanzengesellschaften finden sich auf den herausragenden Basaltbergen. Im Schatten von Eichen-Hainbuchenwäldern gedeihen dort zusammenhängende Flächen von Aronstab, Maiglöckchen, Schlüsselblumen, Leberblümchen, Vergissmeinnicht und Bärenlauch. Der Burgberg bei Heldburg, der Straufhain, der Hexenhügel und die etwas entfernteren Gleichberge tragen im Frühjahr Blumenteppiche. Große Teile der Wälder sind als Naturschutzgebiete ausgewiesen. Das Grüne Band Deutschland umgibt als Streifenbiotop anstelle der früheren innerdeutschen Grenze das Heldburger Land.

#### Tierwelt
Besonders auffällig ist hier die artenreiche Vogelwelt. Arten wie Neuntöter, Goldammer, Braunkehlchen und Dorngrasmücke findet der aufmerksame Beobachter beinahe überall am Grünen Band. Das Blaukehlchen hat in einigen Gebieten deutlich zugenommen. Vereinzelt sieht man Baumfalken, Raubwürger und die in Südthüringen lokal vorkommenden Grauammern.
Die künstlich angelegten Speicherseen des Heldburger Landes bieten vielen Sumpf- und Wasservogelarten während des Durchzuges geeignete Rastmöglichkeiten. Auf extensiv genutzten und feuchten Grünlandflächen der Bachauen sind einige Vorkommen von wiesenbrütenden Vogelarten bekannt. Zu nennen sind hierbei insbesondere die in Thüringen vom Aussterben bedrohten Arten Kiebitz, Bekassine und Wachtelkönig. Das noch vor wenigen Jahren als vom Aussterben bedroht geltende Blaukehlchen kann im Heldburger Land wieder in beobachtet werden. An ungestörten Wasserläufen ist der Biber wieder heimisch. Die umfangreichen Eichenbestände ermöglichen das Überleben eines vom Aussterben bedrohten Insekts: des Hirschkäfers.

### Klima
Das Klima des Heldburger Landes ist durch die Lage zwischen dem oberen Maintal im Süden und dem Thüringer Wald im Norden gekennzeichnet. Es entspricht dem Klima Frankens: sonnenreich und relativ warm; besonders im Sommer gehört die Gegend zu den sonnigsten in Deutschland. Es fällt vergleichsweise wenig Regen; selbst Sommergewitter sind oft weniger ergiebig als etwa in Bayern oder im Südwesten der Republik. Dennoch regnet es genug, um ausgiebig Landwirtschaft und Weinbau zu ermöglichen.
Die Klimaänderung hat die Winter in Franken sonniger gemacht, wie die Datenauswertung des Instituts für Wetter- und Klimakommunikation zeigt.

## Orte im Heldburger Land
- Adelhausen, Ortsteil der Gemeinde Straufhain
- Albingshausen, Ortsteil der Stadt Heldburg
- Bad Colberg, Ortsteil der Stadt Heldburg
- Billmuthausen, Gedenkstätte an der innerdeutschen Grenze (politische Wüstung)
- Einöd, Ortsteil der Stadt Heldburg
- Eishausen, Ortsteil der Gemeinde Straufhain
- Erlebach, Gedenkstätte an der innerdeutschen Grenze (politische Wüstung)
- Friedrichshall, Ortsteil der Gemeinde Lindenau
- Gellershausen, Ortsteil der Stadt Heldburg
- Gompertshausen, Ortsteil der Stadt Heldburg
- Haubinda, Ortsteil der Gemeinde Westhausen
- Heldburg, Ortsteil der Stadt Heldburg
- Hellingen, Ortsteil der Stadt Heldburg
- Holzhausen, Ortsteil der Stadt Heldburg,
- Käßlitz, Ortsteil der Stadt Heldburg
- Leitenhausen, Gedenkstätte an der innerdeutschen Grenze (politische Wüstung)
- Linden, Ortsteil der Gemeinde Straufhain
- Lindenau, Ortsteil der Stadt Heldburg
- Massenhausen, Ortsteil der Gemeinde Straufhain
- Poppenhausen, Ortsteil der Stadt Heldburg
- Rieth, Ortsteil der Stadt Heldburg
- Schlechtsart
- Schweickershausen
- Seidingstadt, Ortsteil der Gemeinde Straufhain
- Sophienthal, Ortsteil der Gemeinde Straufhain
- Steinfeld, Ortsteil der Gemeinde Straufhain
- Stressenhausen, Ortsteil der Gemeinde Straufhain
- Streufdorf, Ortsteil der Gemeinde Straufhain
- Ummerstadt
- Völkershausen, Ortsteil der Stadt Heldburg
- Volkmannshausen, Ortsteil der Stadt Heldburg
- Westhausen

Stadtrecht besitzen Ummerstadt (zweimal erteilt: hennebergisch vor 1347, sächsisch 1394) und Heldburg (sächsisch 1394). Bad Colberg besitzt seit 2002 die staatliche Anerkennung als Ort mit Heilquellen und Kurbetrieb.

### Verwaltungsgliederung

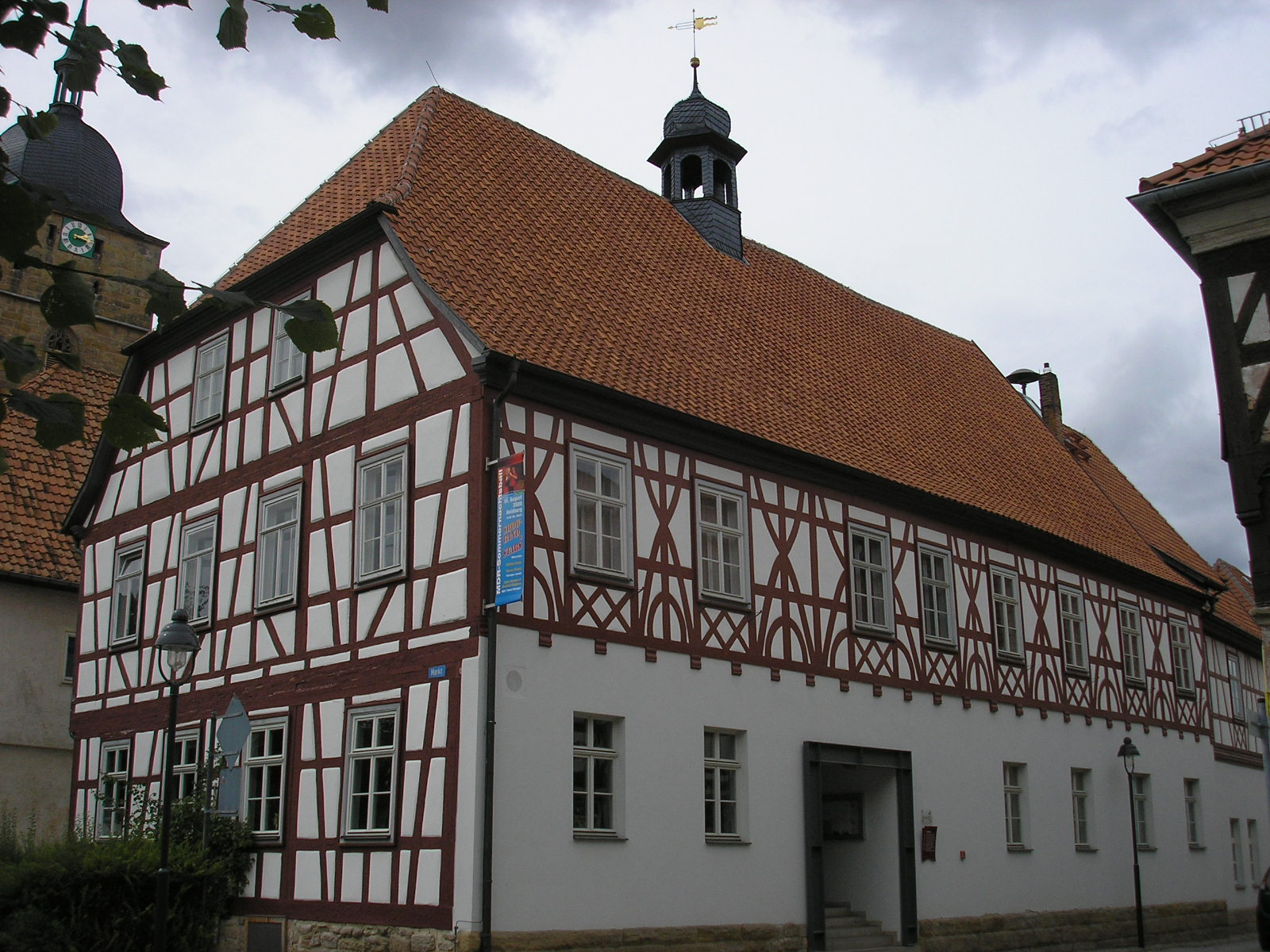
Das Rathaus in Heldburg

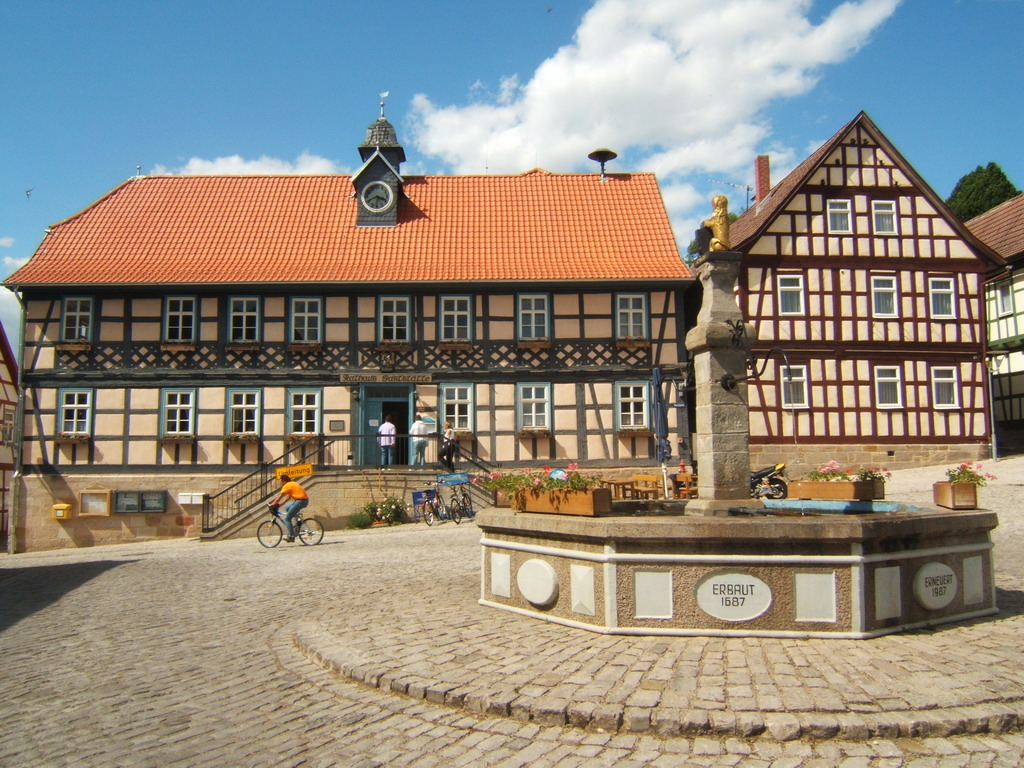
Das Rathaus in Ummerstadt

- Verwaltungsgemeinschaft Heldburger Unterland (2 Städte und 4 Gemeinden)
- Einheitsgemeinde Straufhain (9 Ortsteile, davon hier Streufdorf, Seidingstadt und Linden zum Heldburger Land gezählt)

### Einwohner
Das Heldburger Land ist die dünnstbesiedelte Region in Thüringen, durchschnittlich leben 35 Einwohner je Quadratkilometer. Einwohnerzahlen (Stand Zensus 2011):
- Gesamteinwohnerzahl Heldburger Land: 6382
- Gemeinde Straufhain: 2795, davon ca. 1430 zum Heldburger Land (Anteil geschätzt)
- Stadt Bad-Colberg-Heldburg: 2098.
- Gemeinde Hellingen: 1039.
- Gemeinde Westhausen: 549
- Stadt Ummerstadt: 492
- Gemeinde Gompertshausen: 456
- Gemeinde Schlechtsart: 166
- Gemeinde Schweickershausen: 152

## Wirtschaft und Verkehr

### Landwirtschaft
Im Heldburger Land dominiert die Landwirtschaft. Die Nutzung der Acker- und Wiesenflächen erfolgt durch Agrarunternehmen und Ökohöfe. Großflächige Wiesen- und Weideflächen ermöglichen die Rinderzucht und Schafhaltung. Bis zum Ende des 18. Jahrhunderts waren die warmen und kalkhaltigen Südhänge des Heldburger Landes ein florierendes Weinbaugebiet, ein nördlicher Ausläufer des Main-Weinanbaugebietes. Das Ende des Weinbaus hatte natürliche Ursachen, vor allem extrem strenge Fröste. Im 21. Jahrhundert ist der Weinbau ins Heldburger Land zurückgekehrt. Am Brummharz bei Schlechtsart gibt es wieder einen Weinberg. Der lange Zeit verbreitete Hopfenanbau ist erloschen.

### Industrie, Handwerk und Dienstleistungen
Die Städte Bad Colberg-Heldburg, Ummerstadt und die Gemeinde Streufdorf haben Gewerbegebiete ausgewiesen, in denen sich Kleinbetriebe, Dienstleister und Fertigungsunternehmen angesiedelt haben, z. B. Bauunternehmen, Metallbau, Werkzeugbau, Kunststoffverarbeitung. Kleinere Unternehmen des holz- und lebensmittelverarbeitenden Gewerbes und Handwerksbetriebe kommen hinzu. Eine herausragende Stellung als Arbeitgeber nimmt die Rehabilitationsklinik Bad Colberg GmbH mit öffentlicher Terrassentherme im Ortsteil Bad Colberg der Stadt Bad Colberg-Heldburg ein.

### Verkehr

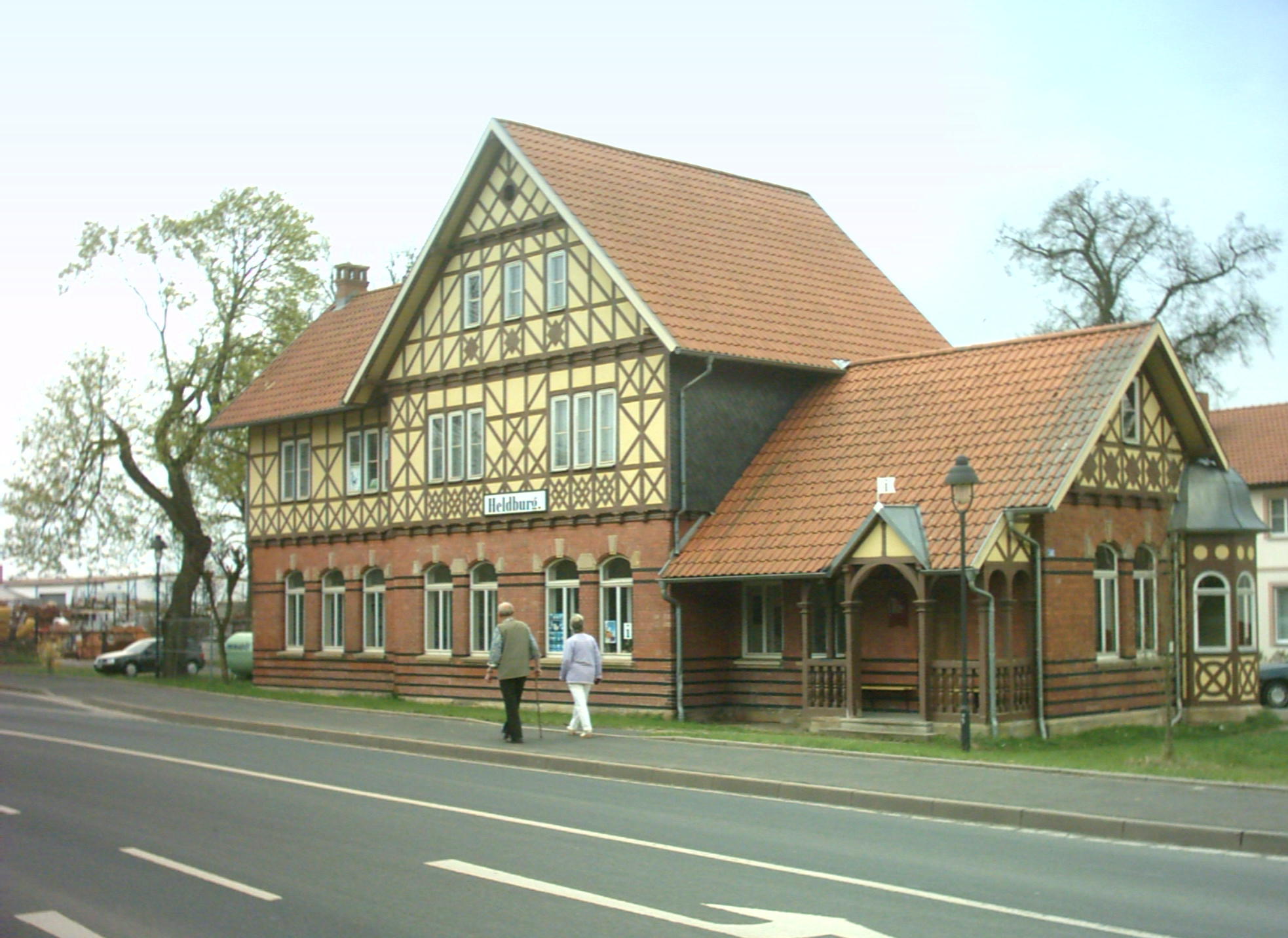
Bahnhofsgebäude Heldburg von 1888

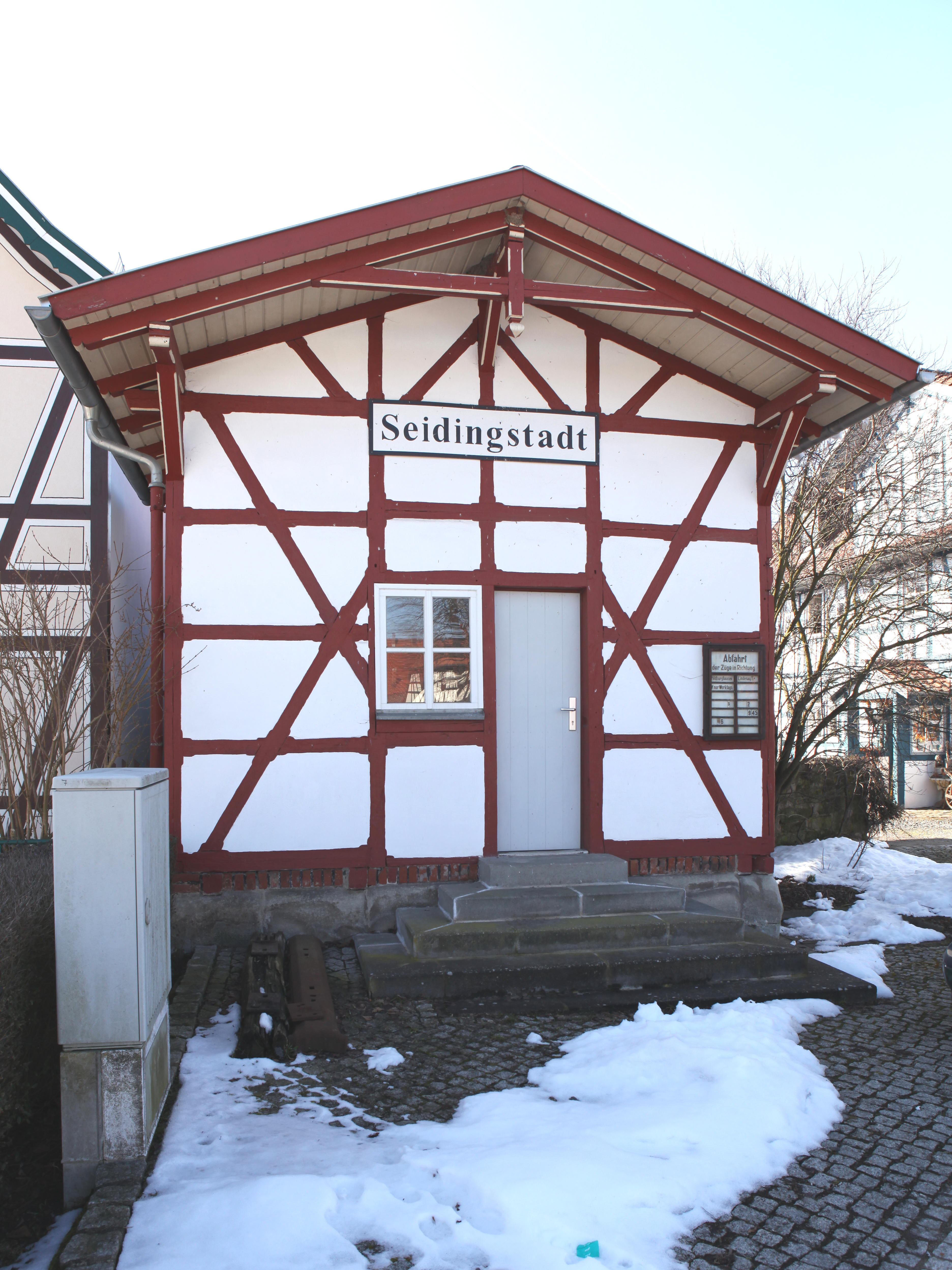
Agenturgebäude für Fahrkarten und Frachtgut der ehemaligen Haltestelle Seidingstadt

Das Heldburger Land queren keine Fernverbindungsstraßen. Die ortsverbindenden Straßen entsprechen weitgehend den historisch gewachsenen Wegen und sind den geographischen Bedingungen angepasst. Das Straßennetz ist in gutem Zustand. Die Autobahn A 73 erreicht man von Heldburg nach 20 km bei Coburg.
Buslinien verbinden das Heldburger Land mit der Kreisstadt Hildburghausen.
1888 wurde das Heldburger Land mit einer Schmalspurstrecke an das Schienennetz angeschlossen. Die Bahnstrecke Hildburghausen-Lindenau-Friedrichshall, auch Heldburger Bahn genannt, führte zunächst bis Heldburg und wurde 1895 bis Lindenau-Friedrichshall verlängert. Sie bestand bis 1946, als sie von der russischen Besatzungsmacht als Reparation gefordert, demontiert und samt Schwellen, Schienen, Lokomotiven und Wagenpark abtransportiert wurde. Bahnhöfe sind in Heldburg und Seidingstadt erhalten geblieben, ebenso die Endstation Verladerampe Saline in Lindenau-Friedrichshall.
Das Radwegenetz ist in gutem Zustand und wird laufend ausgebaut (siehe Tourismus).

## Kultur und Tourismus

### Tourismus

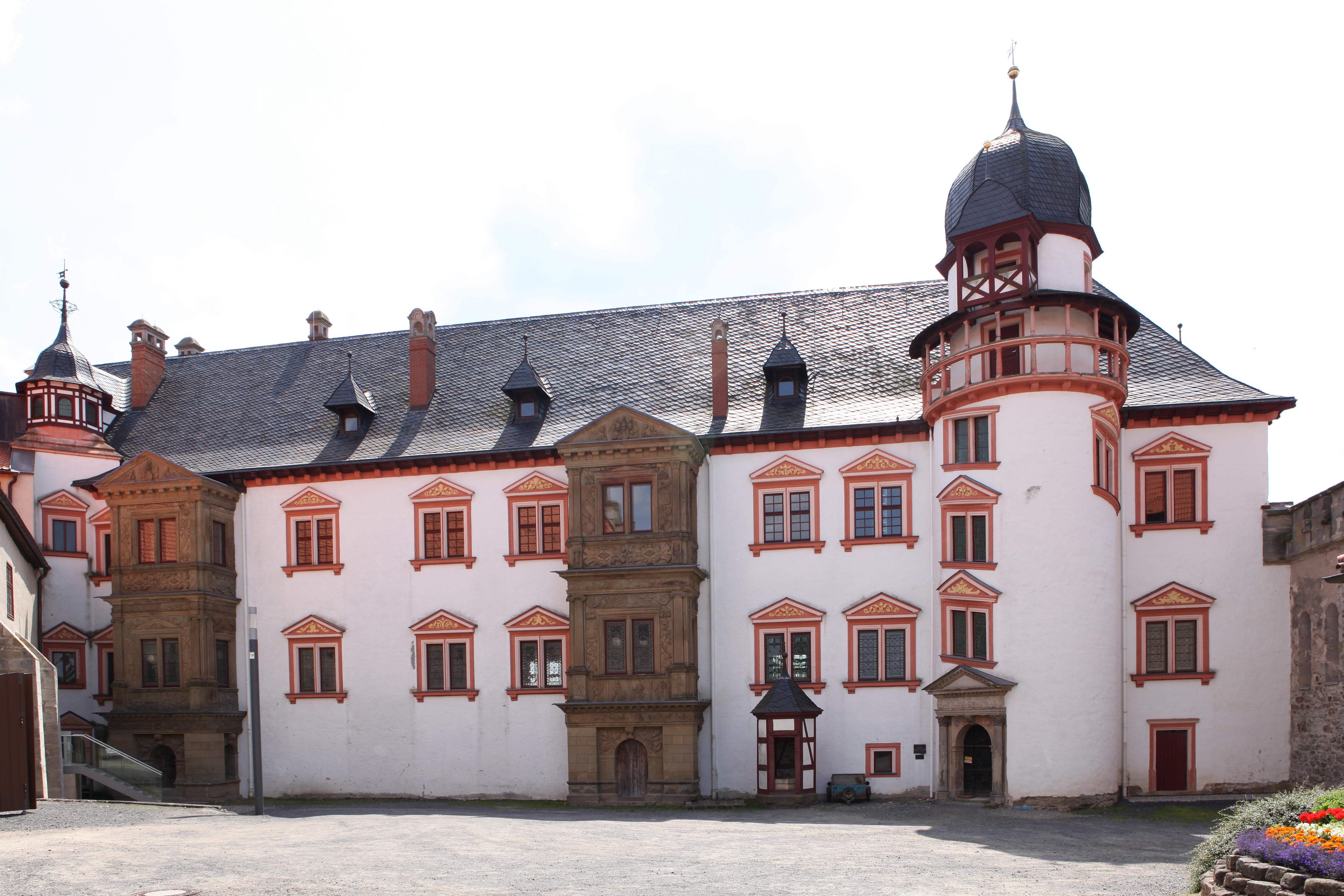
Französischer Bau heute

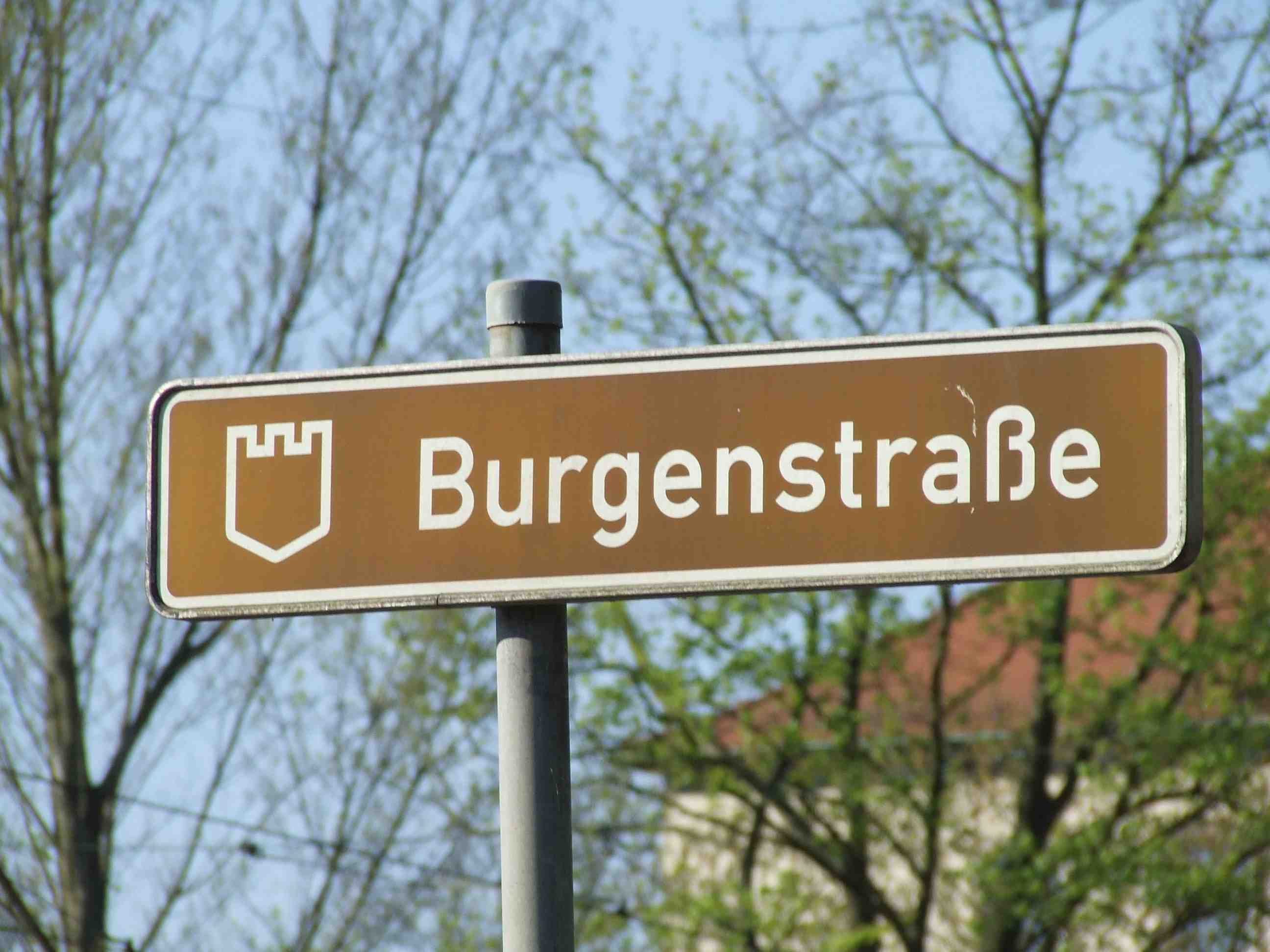
Hinweisschild Burgenstraße

Der Tourismusverein Heldburger Land e. V. kümmert sich um die Entwicklung touristischer Möglichkeiten und um die Betreuung von Besuchern. Der Sitz des Vereins ist Heldburg.
Die Initiative Rodachtal e. V. fördert die grenzüberschreitende wirtschaftliche Entwicklung des ländlichen Raumes im Gebiet der Gemeinden Straufhain, Bad Colberg-Heldburg, Ummerstadt, Bad Rodach, Weitramsdorf, Seßlach, Ahorn und Itzgrund. Sitz des Vereins ist Ummerstadt.

### Regelmäßige Veranstaltungen

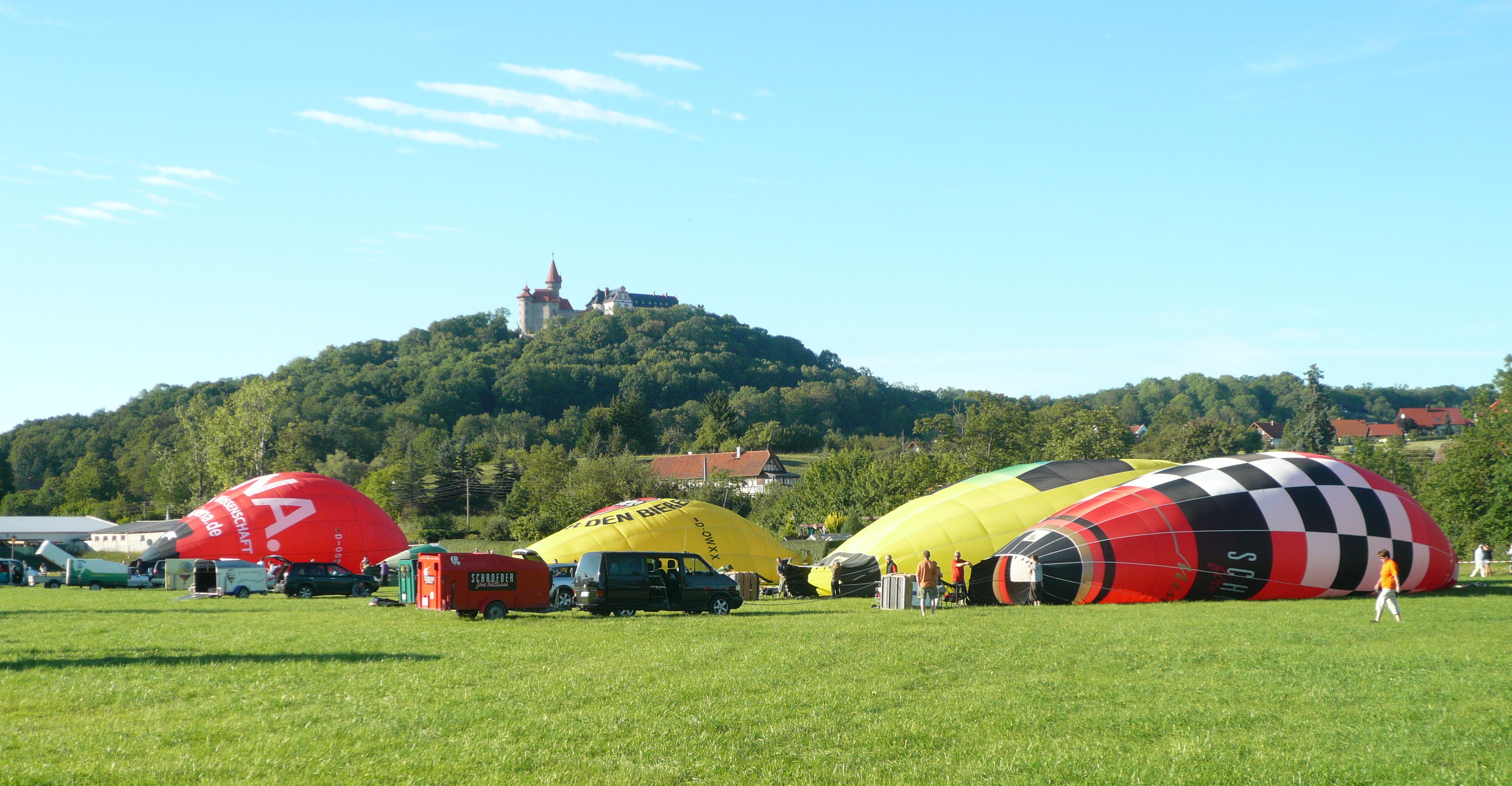
17. Thüringer Montgolfiade 2011 in Heldburg

Veranstaltungen mit überregionaler Ausstrahlung:
- Thüringer Montgolfiade (Ballonfahren)
- Thüringisch-fränkischer Wandertag
- Burgfest mit Mittelaltermarkt auf der Veste Heldburg (Pfingsten)
- Schlossgartenfest auf der Veste Heldburg (Himmelfahrt)
- Stadtfeste in Heldburg und Ummerstadt
- Konzerte auf der Veste Heldburg
- Borderland-Ultralauf

In vielen Gemeinden und Ortsteilen finden jährlich die Kirmes und Brauhaus- und Backhausfeste statt. Ein Weinbergfest feiert Gompertshausen, Heldburg das Kuhseefest.

### Wander- und Radwege
Ein Netz von Wegen erschließt das Heldburger Land.
Kernstück ist der rund 100 km lange Zweiländerweg Rodachtal. Er führt als Rundwanderweg durch das Gebiet des Rodachtales.
Teile der Fernwanderwege Saar-Schlesien-Weg, Rückert-Weg, Amtsbotenweg und des Burgenlehrpfades im Naturpark Hassberge sind in das Wegenetz des Heldburger Landes eingebunden.
Aus den Städtchen und Dörfern führen kleinere Rundwanderwege zwischen 2 und 13 km Länge zu Sehenswürdigkeiten und Naturschönheiten der Region.
Der Werra-Obermain-Radweg ist ein Abzweig des Werratal-Radwegs und führt von Hildburghausen durch das Heldburger Land und weiter über Seßlach bis Bad Staffelstein, wo er den Main-Radweg erreicht.

### Museen

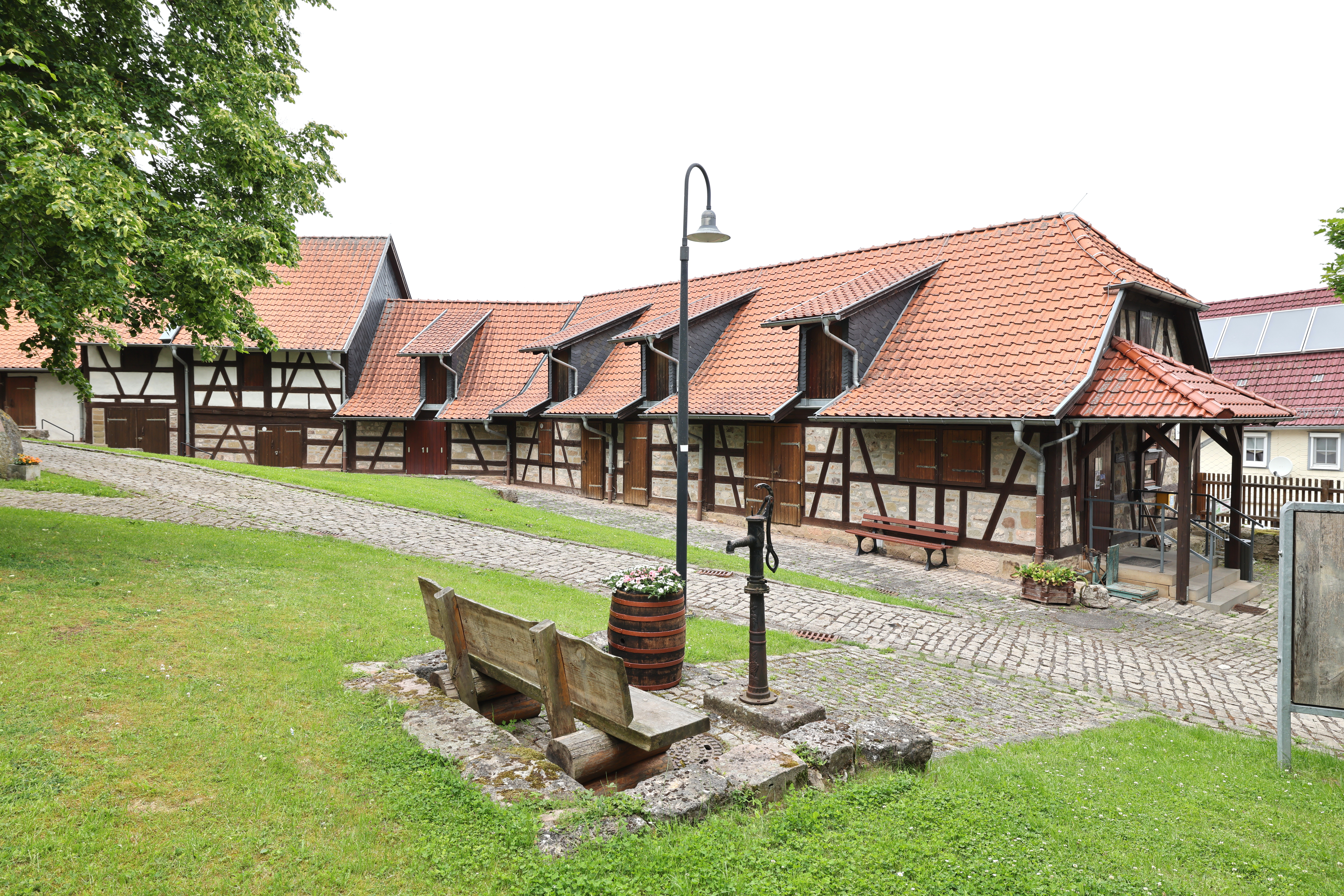
Zweiländermuseum Rodachtal in den Kemenaten (Gaden) der Kirchenburg Streufdorf

- Deutsches Burgenmuseum auf der Veste Heldburg: Am 8. September 2016 wurde das Deutsche Burgenmuseum auf der Veste Heldburg eröffnet.
- Burgruine Straufhain: Freiluftanlage, Mauerreste des Palas, Landschaftsschutzgebiet
- Zweiländermuseum Streufdorf in den Gaden (Kemenaten) des Kirchhofs: Geschichte und Kultur der Region, dazu Außenstationen im Heldburger Land
- Gedenkstätte Billmuthausen: Freiluftgedenkstätte (Außenstation des Zweiländermuseums Streufdorf) zur Erinnerung an das zerstörte Dorf an der innerdeutschen Grenze, Friedhof mit Gedenkkapelle, Gedenkkreuz, Brunnen, Mühlstein
- Heimatmuseen in Ummerstadt, Heldburg (Altes Brauhaus), Rieth (Zehntscheune).

## Karten
- Thermalbad Bad Rodach, Heilbad Bad Colberg, Heldburger Land, Gleichberge. (= Fritsch Wanderkarte 140). Fritsch Landkartenverlag e. K., Hof/Saale ca. 2000, ISBN 3-86116-140-0.
- Rad- & Wanderkarte mit Reitwegen Landkreis Hildburghausen. 2. Auflage. Kartographische Kommunale Verlagsgesellschaft, Nordhausen 2011, ISBN 978-3-86973-013-4.
- Fürstentum Hildburghausen mit den Ämtern Eisfeld, Hildburghausen, Schalkau, Sonnenfeld, Heldburg, Königsberg, Amt Römhild und Amt Seßlach. J. B. Homann, Norimbergae 1729. (Nachdruck: Rockstuhl-Verlag, Bad Langensalza 1999, ISBN 3-932554-63-9)